# Jacques Press
Jacques Press (Tbilisi, 27 maart 1903 – New York, 1985) was een Amerikaans componist van Georgische afkomst.

## Levensloop
Press studeerde piano en compositie in Parijs. In zijn jonge jaren speelde hij piano voor stomme films in bioscopen. Hij leefde korte tijd in Istanboel en later in Parijs. Met een eigen orkest maakte hij in de jaren 1924 en 1925 een concerttournee door heel Europa. In 1926 emigreerde hij naar de Verenigde Staten. Hij was 12 jaar arrangeur voor grote filmmaatschappijen in New York en vertrok vervolgens naar Hollywood, waar hij vooral als filmcomponist bezig was.
Erg populair werd zijn symfonische suite Hasseneh (The Wedding).

## Composities

### Werken voor orkest
- 1940 Rhythm of the Islands
- 1942 After All These Years
- 1942 Breathless, foxtrot
- 1942 Take Your Place in the Sun
- 1942 The Rhumba
- 1943 Hello
- 1943 Knocked-Out Nocturne
- 1943 Yakimboomba
- 1944 Carry On
- 1944 Chick-ee-Check
- 1944 Gee, I Love My G.I. Joe
- 1944 There's nobody home on the range
- 1944 Time Will Tell
- 1955 Hasseneh (The Wedding), symfonische suite voor orkest
- 1955 Wedding Dance uit de symfonische suite Hasseneh (The Wedding), voor orkest - tekst: Harold Rome
- Prelude and Fugue in Jazz, voor orkest

### Werken voor harmonieorkest
- 1967 Wedding Dance uit de symfonische suite Hasseneh (The Wedding), voor harmonieorkest[1]
- Israeli Festive March

### Werken voor harp
- Polka in C groot, voor twee harpen

### Filmmuziek
- 1941 Sweetheart of the Campus
- 1942 This Gun for Hire

## Media
1. ↑  Wedding Dance uit de symfonische suite Hasseneh (The Wedding) door het "San Bernardino County High School Honor Band" o.l.v. Jason Chevalier. Gearchiveerd op 12 augustus 2023.